# 長谷川麻衣
長谷川 麻衣（はせがわ まい、1988年12月5日 - ）は、日本のタレント、グラビアアイドル。東京都出身。バグジー所属。
会社勤めをしながらタレント活動をしており、SNSアカウントのプロフィールにも「会社員しながらたまにタレントしてます」と記している。

## 略歴
- 2009年 - 週刊プレイボーイ「第5回ビキニプリンセスを探せ！」においてグランプリ受賞。
- 2009年 - 船橋競馬 Funa1ナビゲーター
- 2010年 - ボウラープロジェクト審査員特別賞受賞 ラブボウラーズ結成
- 2010年 - 船橋競馬 Funa1サポーター
- 2010年 - アイドルユニットVe.ナース結成 ピンクVe.ナース担当
- 2011年 - スマートフォンのアプリケーションを紹介する「アプリソムリエ」として活動。

## 人物
小学校時代にはバスケットボール部に、中学時代にはテニス部に入っていた。高校時代にはバスケ部のマネージャーをしていた。
趣味はボウリング、ゴルフ、野球観戦、競馬。

## 出演

### テレビ番組
- はねるのトびら（2008年、フジテレビ）
- オールスター感謝祭（2008年 - 2010年、TBSテレビ） - アシスタント
- シルシルミシル（2008年 - 2009年、テレビ朝日）
- 所さんの楽しいゴルフ（2009年、テレビ東京）
- Goro's Bar Presents マイ・フェア・レディ（2009年、TBSテレビ）
- 土曜プレミアム『芸能界特技王決定戦 TEPPEN』（2010年・2013年6月1日、フジテレビ） - ボウリング部門
- 秘湯ロマン（2013年1月13日・4月14日、テレビ朝日） - 旅人
- ZAK THE QUEEN（スカパー! Ch.371 エンタ!371）
- 今夜もドル箱（テレビ東京）
- 満天笑店（フジテレビ）
- Ve.ナース（スカパー! Ch.275 EXエンタテイメント） - ピンクヴィーナース
- 池袋ウェストフードパーク（スカパー! Ch.275 EXエンタテイメント）
- 江戸嬢（TOKYO MX）
- ツボ娘（TBSテレビ）
- くだまき八兵衛（テレビ東京）
- ビキスポ！（スカパー! Ch.279 MONDO21）
- 志村&鶴瓶のあぶない交遊録（テレビ朝日）
- ロンドンハーツ（テレビ朝日） - トラップガール
- 全力坂（テレビ朝日）
- めざましどようび（フジテレビ） - アプリソムリエとして「ココ調コーナー」に出演

### テレビドラマ
- 金曜プレステージ『医療捜査官 財前一二三 3』（2012年8月3日、フジテレビ）

### ラジオ番組
- HELLO WORLD（J-WAVE）

### ネット配信番組
- パジャマdeおジャマ（2009年、ワニブックス@モバイル）
- さったろ×BestGear（Ustream）
- グラ☆スタ！バンバン

### 雑誌
- 週刊プレイボーイ
- TOKYO★1週間
- EX大衆
- 週刊実話
- DIME
- BestGear

### 舞台
- TEAM JAPAN SPEC. 第11回公演『当選確率0%』（2009年6月、恵比寿・エコー劇場）
- 上にまいりま〜す（2009年、駒込スタジオ タカタカブーン）